# 高捷少女
- ご当地キャラ > 台湾 > 高雄市 > 高捷少女
- 同人 > 台湾 > 希萌創意 > 高捷少女
- 台湾の鉄道 > 捷運 > 高雄捷運公司 > キャラクター > 高捷少女

高捷少女（たかめしょうじょ / 中国語: 高捷少女 / 英語: K.R.T.Girls）とは台湾高雄市の地下鉄である高雄捷運を運営する高雄捷運公司の公式マスコットキャラクターの名称、またはそれを用いたプロジェクト全体の総称。高雄捷運の略称である「高捷」は中国語読みでは「ガオジェ」だが、日本での展開時は「たかおメトロ」を略した「たかめ」と日本語読みが採用されている。

## 来歴
2014年、国立屏東科技大学のACGサークル「屏科大溫羿漫研社」に所属するクリエイターグループが高雄捷運公司との合作に合意し、高雄市内の駁二芸術特区で毎年開催されている南台湾最大の同人イベント「高雄駁二動漫祭」に合わせてパネルを製作、最寄り駅である高雄捷運橘線塩埕埔駅に提示されたが、マス・メディアやネット上で話題となったため、当初は期間限定だった合作プロジェクトを捷運公司と動漫祭後も継続することで合意、正式なイメージキャラクターとして採用されるに至った。サークルは後の商用化を見据えて翌月に希萌創意社（希萌創意行銷股份有限公司）を設立し、その後「前進吧!!高捷少女（進め！たかめ少女）」プロジェクトとして発展を遂げた。
捷運公司が「前進吧！高捷少女《進め！高捷（たかめ）少女！》」のフェイスブック(以下FB)アカウントを取得、公開すると、7万人以上の「いいね！」がついた。
「小穹（シャオチョン）」を皮切りに、「艾米莉亞（エミリア）」「婕兒（ジェアー）」「耐耐（ナナ）」と4人ユニットの結成となり、それぞれのキャラクター設定も希萌創意によるものとなっている。
高雄捷運ではこのキャラクターを用いた等身大パネルやマナー啓発ポスターを作成し、車内や駅構内に掲示されているほか、駅構内の列車案内ディスプレイではアニメーションでマナー向上を訴えている。以来2015年下半期は関連商品の収益が400万台湾ドルに、翌2016年夏には1,000万台湾ドルに達するなど、台湾でも有数の人気コンテンツに成長している。
現在台湾国内でメディアミックス作品や関連グッズが多数リリースされており、日本でも2016年5月19日、スクウェア・エニックスのオンラインコミックサイトであるガンガンONLINEにて連載小説『進め!たかめ少女高雄ソライロデイズ。』（すすめ！たかめしょうじょ たかおソライロデイズ。）の連載がスタートした。

なお、高雄捷運には元来からの公式マスコット（タイワンツキノワグマのU!Fuファミリーと、マーモットのHAPPI）も存在しており、現在も高捷少女と共存している。

## キャラクター
個々のプロフィール設定は希萌創意公式。

### 小穹
- 絵師：初夏

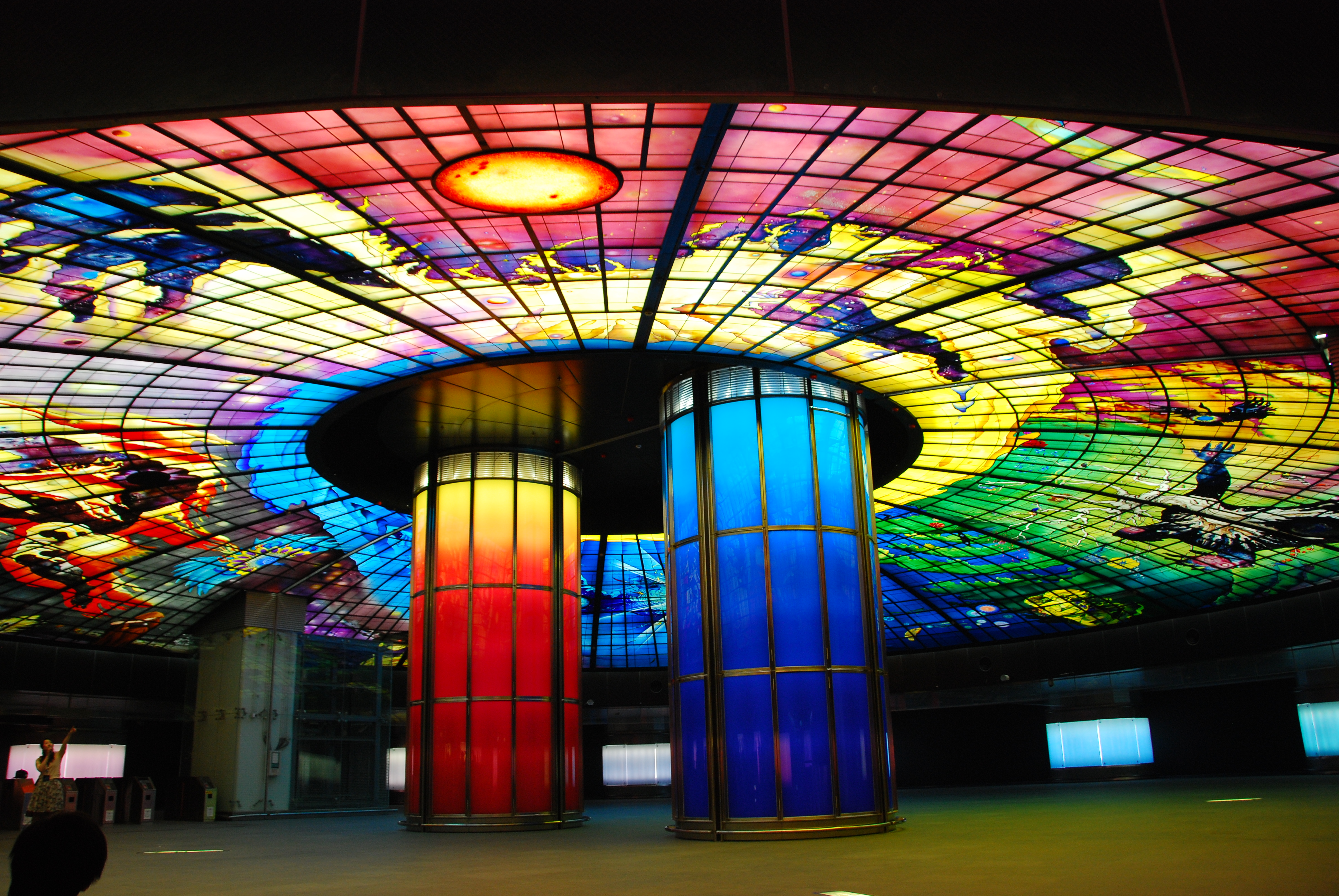
美麗島駅の光之穹頂

小穹（シャオチョン、拼音: Xiǎoqiōng、英語: Sora）は駅員役として登場した高捷少女最初のキャラクター。美麗島駅のパブリック・アート「光之穹頂」から命名された。「小」は台湾では人名に付する愛称なので、日本風に表記すると「穹ちゃん」となる。現地報道で稀に「小芎」なる表記がなされるがこれは誤字である。
身長163cm、体重45.625kg、10月16日生まれのてんびん座で血液型はB型。黒のロングヘアで光之穹頂を模した髪飾りをしている。配属は駅員。会話の末尾に「～だよ。」と云うのが口癖、体重を気にしている。

### 艾米莉亞
- 絵師：緋華

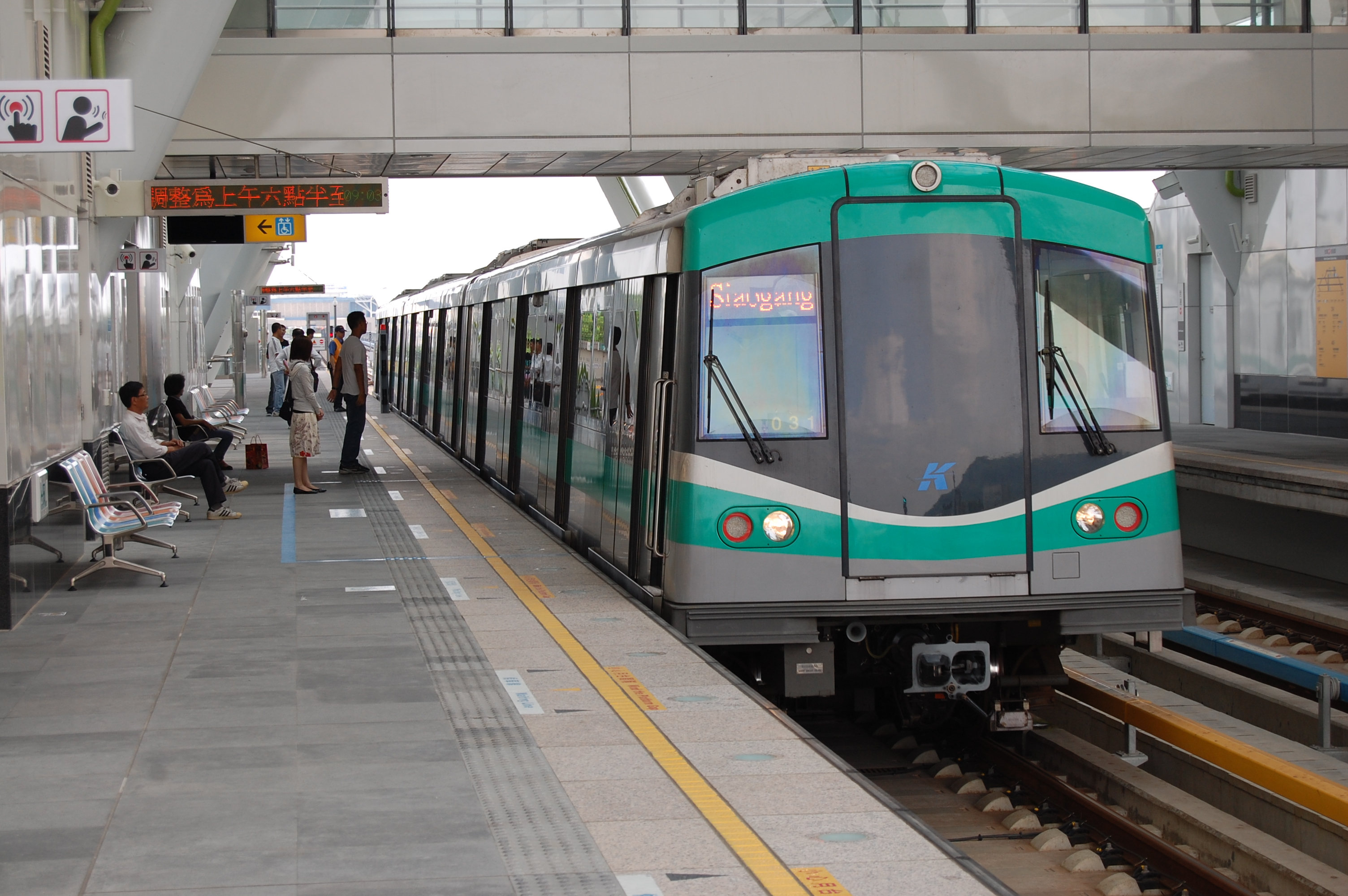
高雄捷運の電車

艾米莉亞（エミリア、拼音: àimǐlìyà、英語: Emilia）は身長159.45cm、体重42kg、11月14日生まれの蠍座で血液型はA型。配属は運転士。
高雄捷運の車両がドイツのシーメンス社製であることから、台湾人とドイツ人のハーフという設定。
捷運の紅線/レッドラインと橘線/オレンジラインを現す赤とオレンジのヘアピンと金髪がトレードマーク。主に小穹への突っ込み役で、たかめ少女一の常識人。婕兒ほど小柄ではないが、身長の低さを気にしていてシークレットシューズを履いている。

### 婕兒
- 絵師：小啾

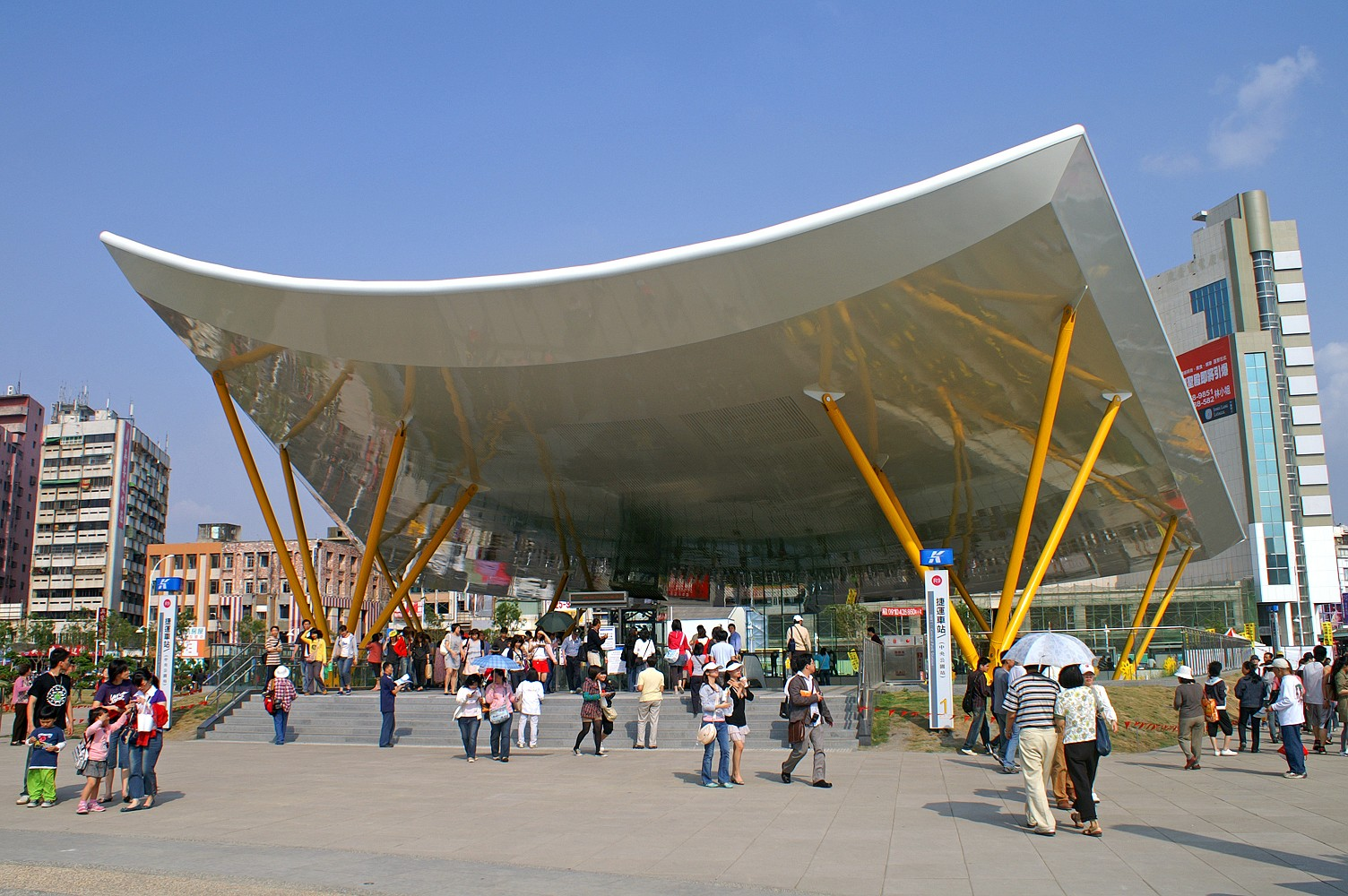
中央公園駅の大屋根「飛揚」

婕兒（ジェアー、拼音: Jiéér、英語: Ann）は身長145cm、体重39kg、2月6日生まれの水瓶座で血液型はO型。エンジニアで配属は整備担当。栗毛とスパナがトレードマーク。
青いジャケットには様々な工具を揃えており、工具バッグの名前は中央公園駅の大屋根と同じ「飛揚」。
小穹曰く、彼女のバッグは「某ロボットの四次元ポケット状態」。見た目は小柄だが、理性的に物事を解決する。また、熱狂的な耐耐のファン。

### 耐耐
- 絵師：Riv

耐耐（ナナ、拼音: Nàinài、英語: Nana）は身長161cm、体重43kg、5月23日生まれの双子座で血液型はAB型。銀髪とウサミミ型ヘッドセットがトレードマーク。
ヘッドセットの片方のウサミミはWi-fiルーターになっている。絶対音感の持ち主で、かつてはプロの歌手を目指して音楽学校に通っていたが断念し、高雄捷運公司のカスタマーセンターに勤務し、アナウンスを担当。ネット上でも歌い手として活躍している。極度の対人恐怖症。
人見知りするタイプな割には、いわゆる情報通で他のたかめ少女三人の秘密を握っていて、三人の弱みを盾に忠告（注意）をする。

### 小祈
- 絵師：初夏

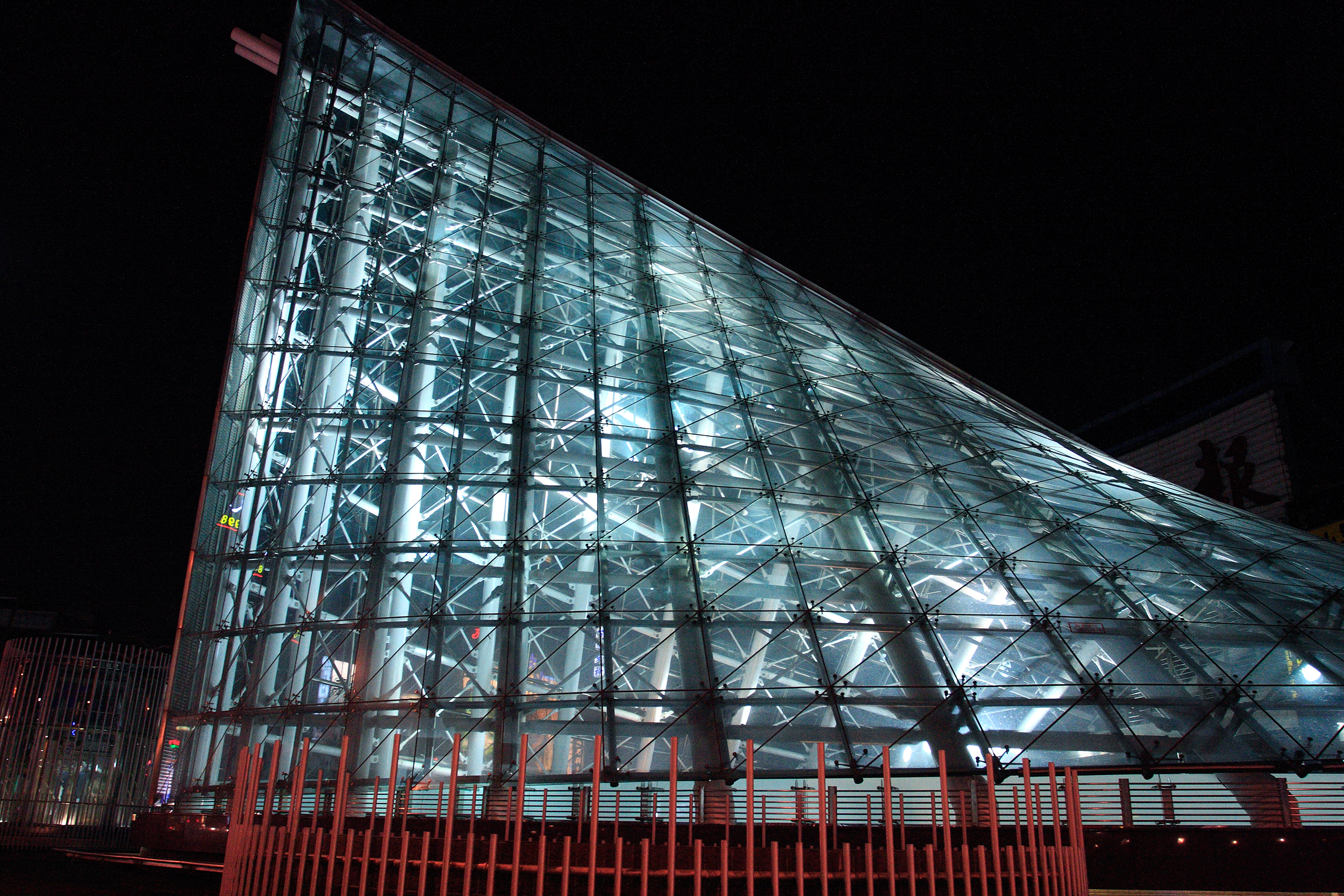
「小祈」の髪飾りのモデルとなった美麗島駅地上出口の「祈祷」

小祈（シャオチー、拼音: Xiǎoqí、英語: Jeanne、日本語名：いのり）は1人目の2期生。身長165cm、体重48kg、4月1日生まれのおひつじ座で血液型はAB型。配属は駅員で小穹の後輩となる。
美麗島駅地上出口のパブリックアート「祈祷」から命名された。2018年4月に2期生登場の予告後、9月29日に発表された。Hami Book（中華電信の電子書籍）による無料広報誌や無料Wi-Fiの告知に起用された。トレードマークは金髪と高松伸による美麗島駅地上出入口のパブリックアート「祈祷」をモチーフにした髪飾り。
クレジットカード対応改札機にも起用されている。

### 飛兒
- 絵師：Riv

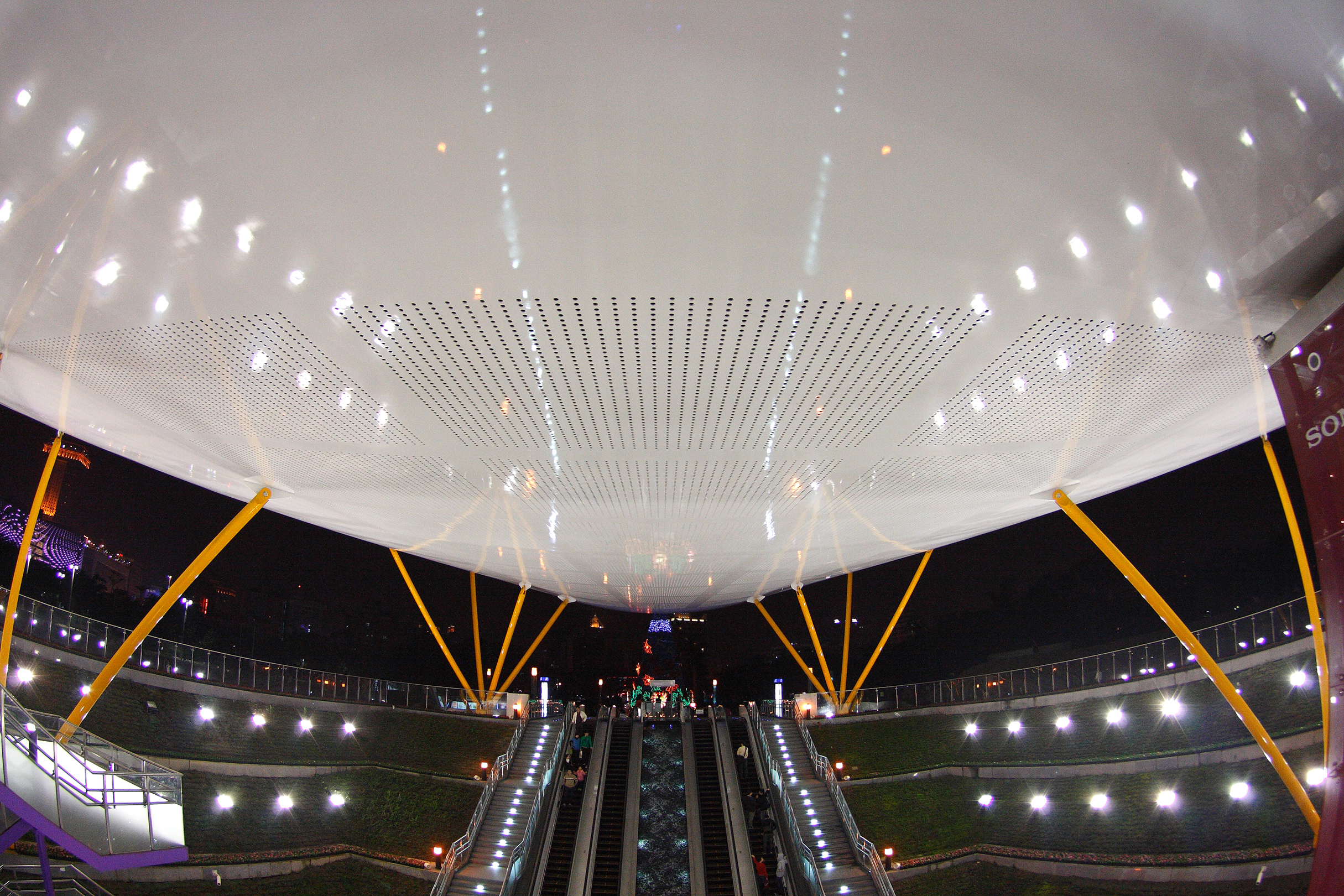
「飛兒」のアクセサリーは中央公園駅大屋根「飛楊」を支えるオレンジ色の支柱。

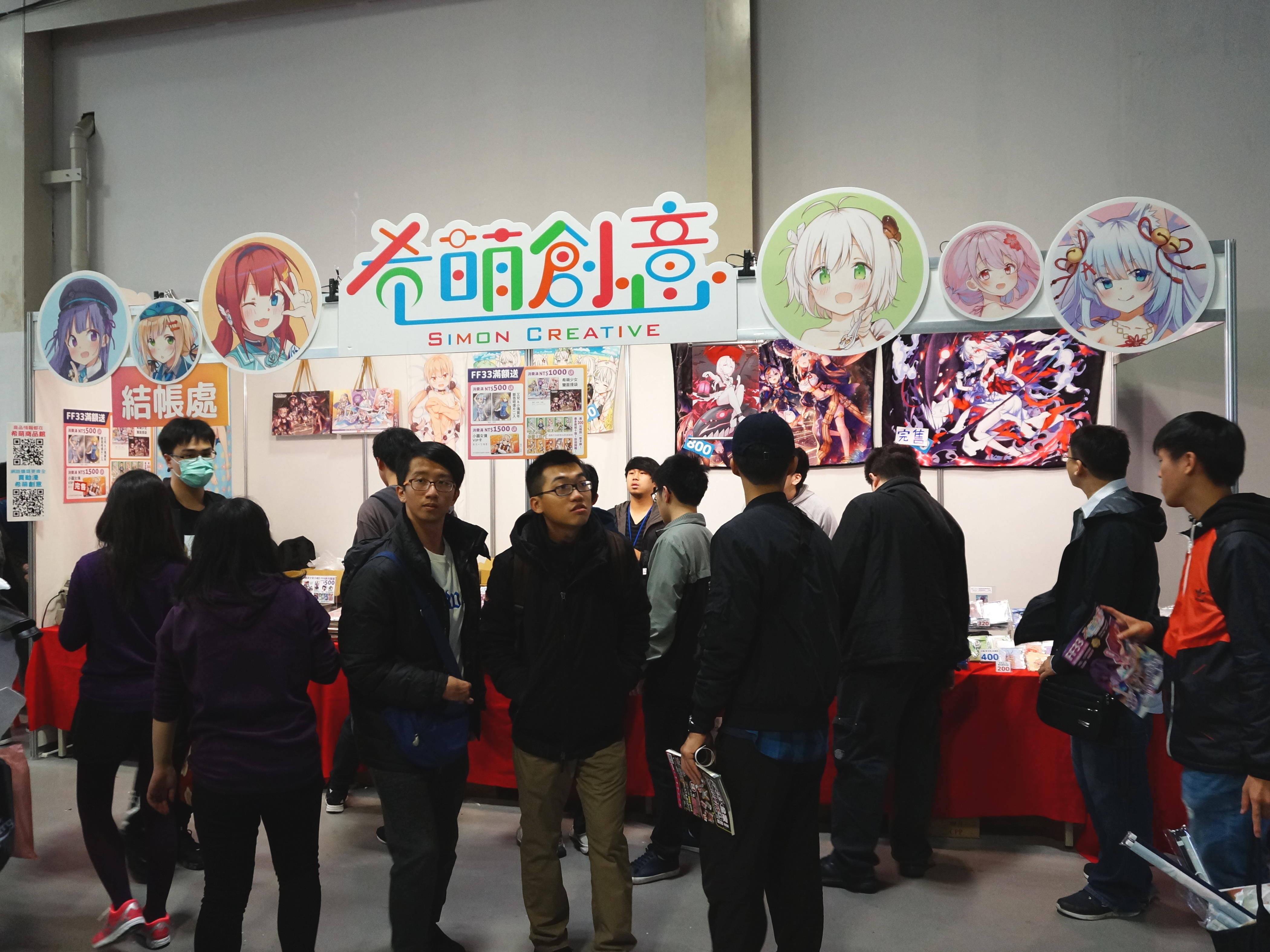
希萌創意ロゴ左側のキャラクター3人組のうち左端が飛兒、右端が安琪(2019年2月のFF33)

飛兒（フェイアー、拼音: Fēiér、英語: Wind）は2人目の2期生。身長145cm、体重38kg、7月23日生まれのしし座で血液型はO型。配属は運転士で艾米莉亞の後輩となる。トレードマークは紫髪と中央公園駅をモチーフにした胸のアクセサリー。アクセサリーは駅出口の飛楊の柱と、コンコースにあるパブリックアートの「宇宙生命力」。2018年12月15日に統一夢時代周辺で開催された「2018 OPEN!大気球遊行」イベントにて正式デビューとなった。

### 安琪
- 絵師：迷子燒

安琪（アンジェラ、拼音: Ān qí（アンチー）、英語: Angela、日本語名：アンジェラ）は2019年2月に登場した3人目の2期生。身長159cm、体重43kg、11月11日生まれのさそり座で血液型はB型。
耐耐の後輩となるカスタマーサービス配属で、キャラクター設定のモチーフにもなった凱旋駅に配属されている。中二病設定で好きなものはタロット、星占い。トレードマークは赤毛とツインテール。また、左右で瞳の色が異なる。バレンタインデーおよびホワイトデーの企画として2月16日の発表イベントに先立って、吊革234個中1個を安琪を含む1期生・2期生7名のキャラクターが勢揃いした特製のものにした列車を1か月間限定で運行を始めた。

### 小夕
- 絵師：孟達

小夕（シャオシー、拼音: Xiǎo xī、英語: Lucy、日本語名：夕（ゆう））は4人目の2期生。身長150cm、体重42kg、2月15日生まれのみずがめ座で血液型はA型。婕兒の後輩となるエンジニアで、配属は研究開発センター。トレードマークは白衣の実験衣とウサミミ、アホ毛。IQ140以上の天才。キャラクターコンセプトは西子湾駅。好きなものは科学雑誌、文学、夕日で、嫌いなものは未熟な人。

### 高捷少年
高捷少女プロジェクトのスピンオフとして登場した男性版ユニット。2016年初頭に他社との協業で誕生していた飛揚（フェイヤン）がゲームアプリ「高捷恋旅」や各種プロモーションで起用されたときはチームにはなっていなかったが、同年11月に希萌創意との再度の合作により、『佩希多(Pacidal)』という第7のキャラクターが発表されてから「前進吧！高捷少年《進め！高捷（たかめ）少年！》」プロジェクトとして正式に始動した。
- SKY（時楷）

絵師：喵四郎/nyaroro
SKYは身長175cm、体重69.625kg。9月25日生まれの天秤座、AB型の男性で配属は美麗島駅。越年企画として最初に登場したが、現時点では捷運公司の活動やメディアミックス作品の起用はない。小穹の男性版ともいわれている。
- 佩希多

絵師：希月
佩希多（Pacidal、拼音: Pèixīduō、パチダール）は長183cm、体重71kg。8月5日生まれの獅子座、B型の男性で配属は運転士。飛揚に続く高捷少年2人目のキャラクター。花蓮県出身でアミ族部族長の血統を受け継ぐことからアミ語で「(母なる)太陽(=cidal)の子」を意味する「Pacidal」と命名。実際にアミ族には「巴奇達魯(Pacidal,ピン音：bā qí dá lǔ)」という氏族(太陽之子)が実在していたとされ、漢字表記はそれを別の字で捩ったもの。

## プロジェクトの展開

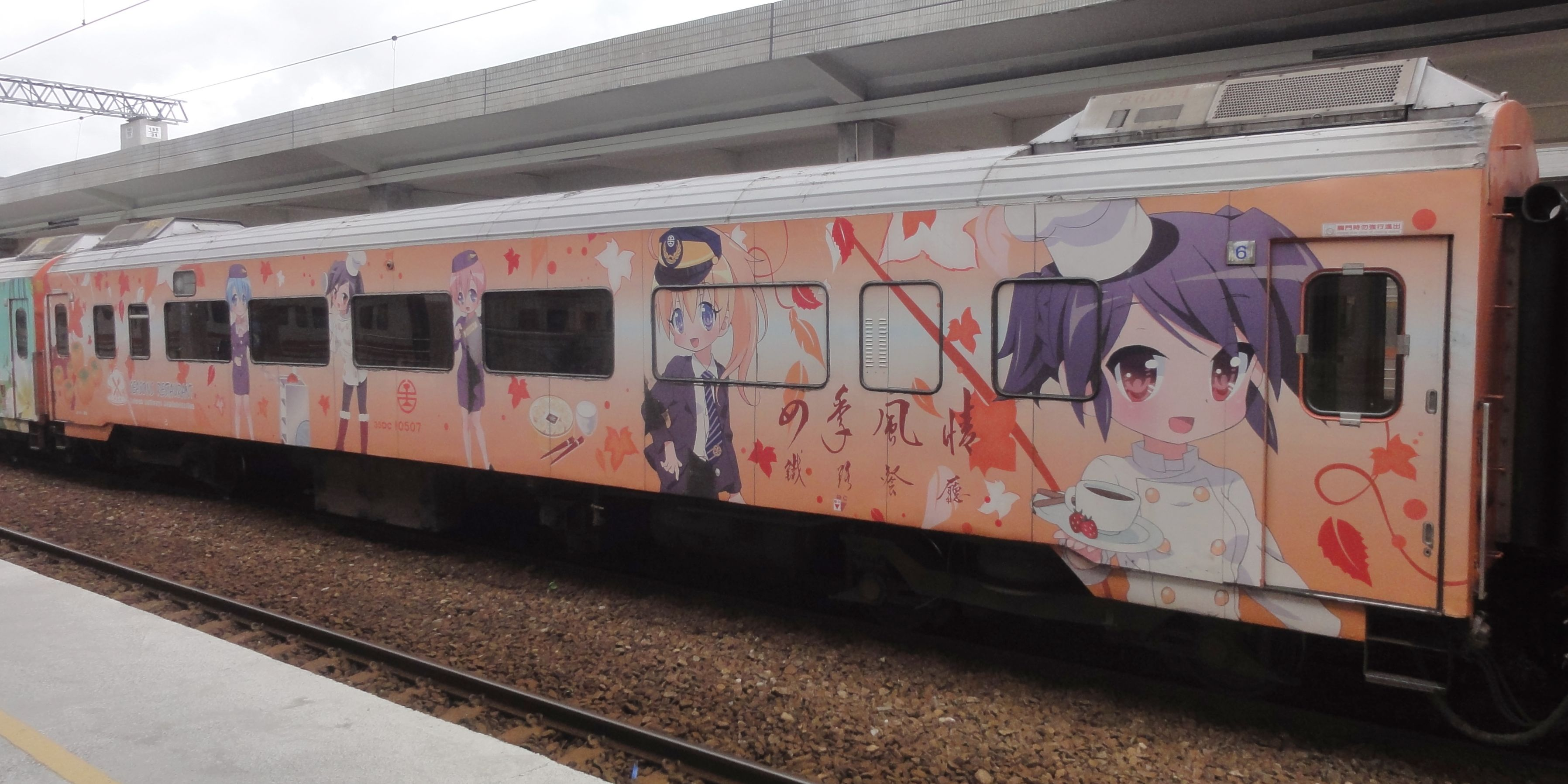
台鉄「台湾鉄道少女」ラッピング秋版(2013年)

### 背景
高雄捷運は台湾第2の捷運として開業したものの、政府からの多額の出資を見込めずBOT方式での整備となり、半官半民の鉄道事業者である捷運公司は2008年の開業後も5年連続で多額の赤字、累積債務、減価償却費、利払支出に追われて、緊喫な経営改善策に迫られていた。
このため捷運公司によりあの手この手の利用促進策が打ち出されていった。2014年3月には沿線の駁二芸術特区で行われたピーナッツ作品の65周年展覧会に合わせ、
スヌーピーやチャーリー・ブラウンなどのキャラクターをラッピングした電車を運行、また、子供の日当日の児童への無料乗車キャンペーンを展開した。
同年12月には、日本でも人気の爽爽猫（ソウソウネコ）を起用した高雄周遊プロモーションを展開、中央公園駅、草衙駅、および車内を関連キャラクターのイラストで彩った。
数年来、台湾では漫画やアニメのサブカルチャーが根付いており、公の場でのコスプレなどの活動も認知されつつあった。マイクロソフト台湾法人による藍澤光が日台両国で話題になったのを皮切りに、台湾鉄路管理局が莒光号の食堂車に独自の萌えキャラ「台湾鉄道少女」をラッピングしたり、台湾マクドナルドが店員によるコスプレ大会を行うなど、官民ともに自社および自社製品のプロモーションとして独自キャラクターを打ち出す例が増えていた。高雄市長の陳菊や第14代中華民国総統の蔡英文など積極的にコスプレやゆるキャラ・萌えのサブカルチャーに理解を示し、交わる政治家も少なくない。

### 始動

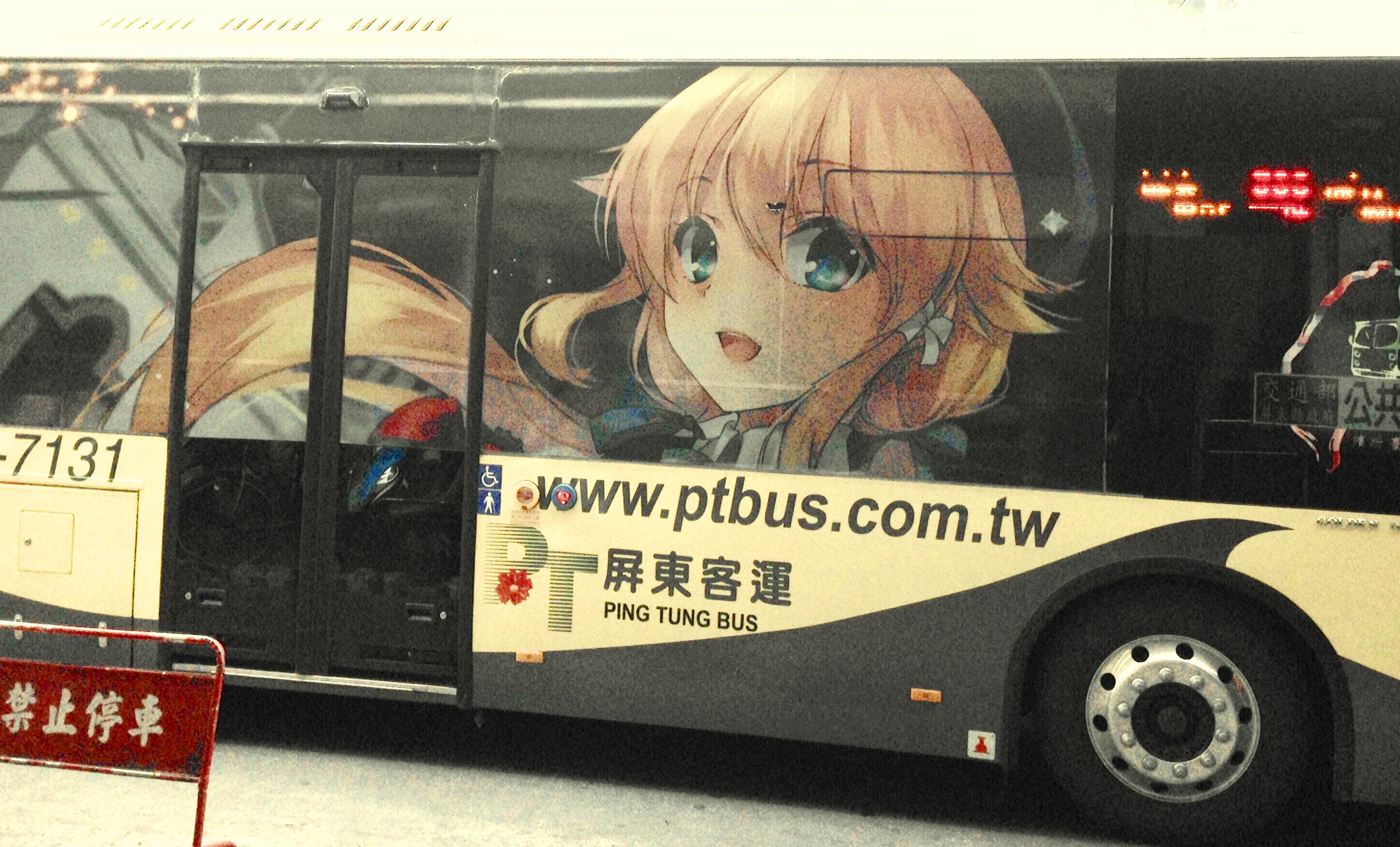
Simonの過去作品『迷路小瑪』をラッピングした屏東客運の痛バス車両(2015年末)

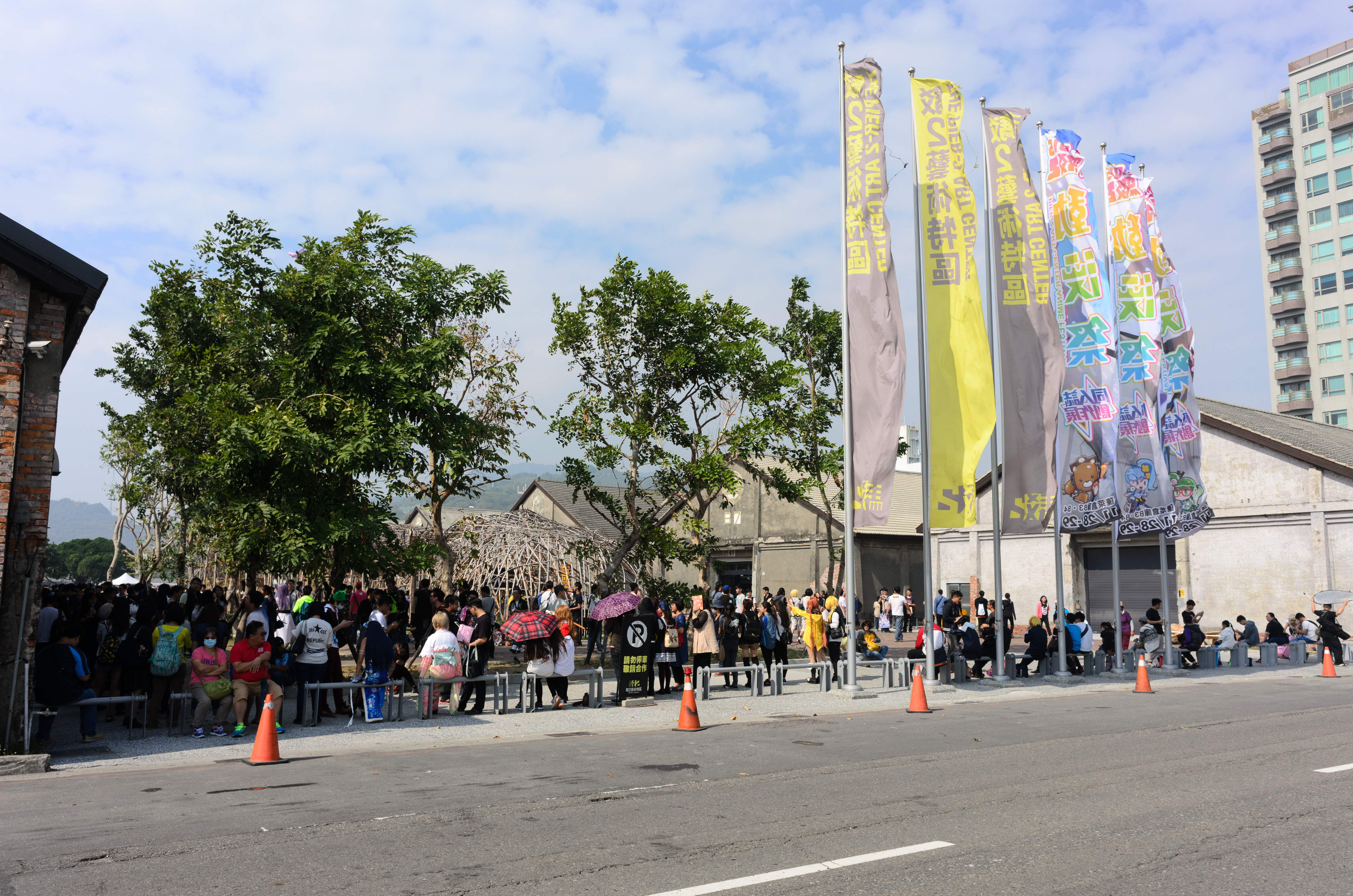
高雄動漫祭会場の駁二芸術特区(2015年11月)

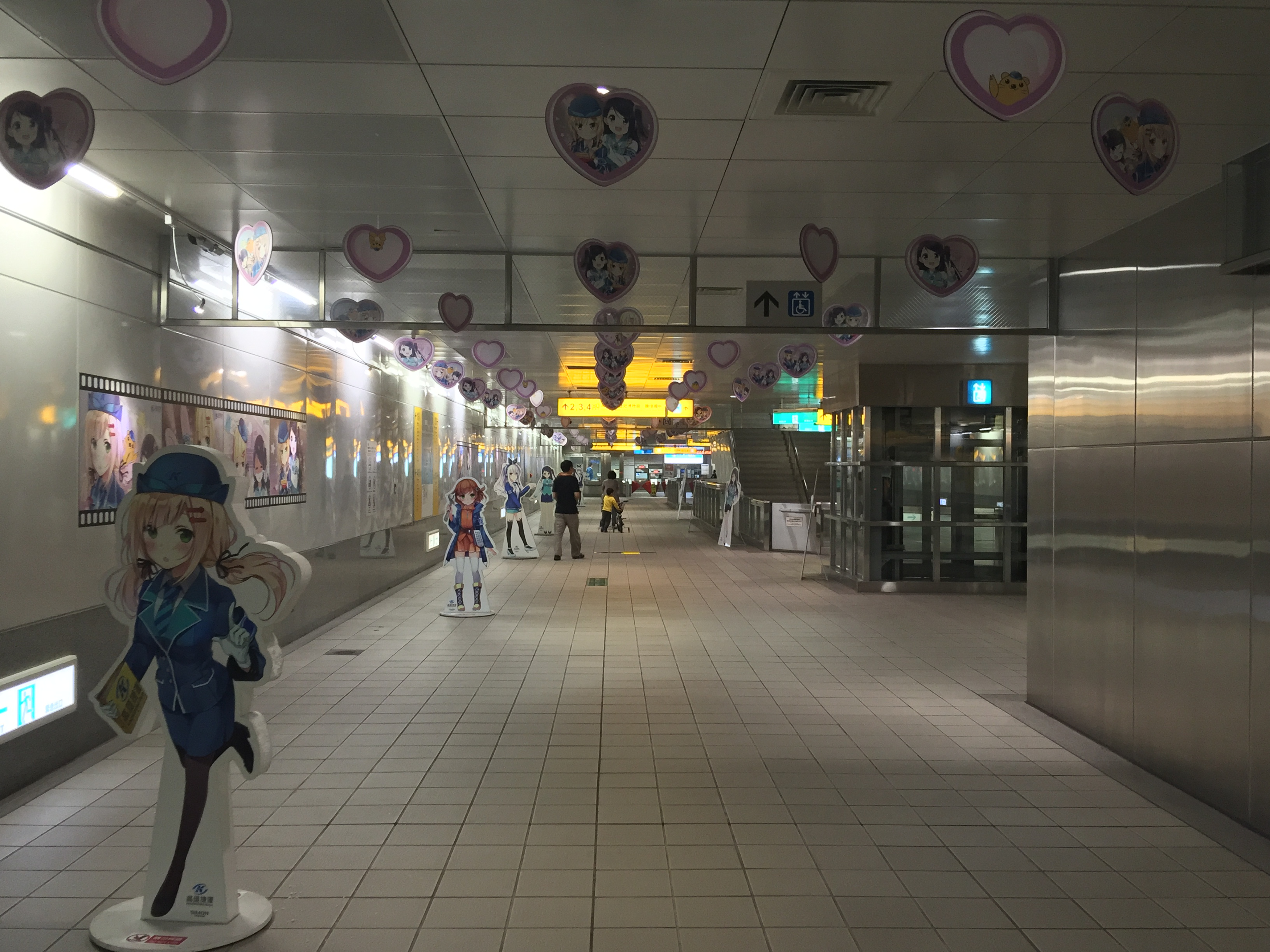
鹽埕埔駅のパネル（2015年）

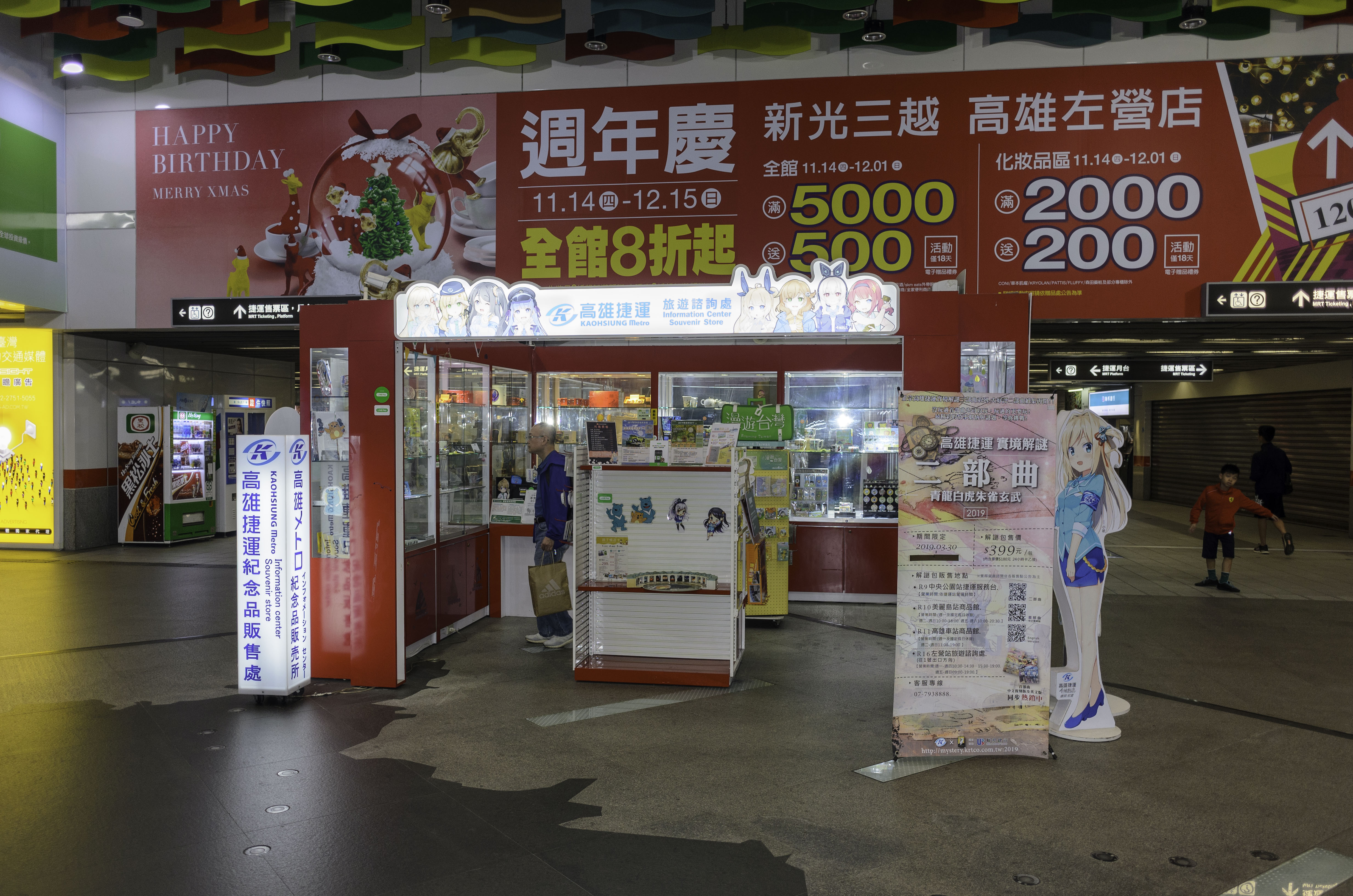
各種グッズを取り扱う左営駅の紀念品販売所

国立屏東科技大学で同人サークルの「温羿漫研社」を運営し、既に行政院環境保護署と教育部が主導、行政院国家科学委員会の補助する「停車区（交差点の二輪車停止ゾーン）でのアイドリング・ストップ推進プロジェクト」で同大の工学院車輛工程系と共同で「空気少女Air」（2013年6月）、屏東県政府との合作による観光プロモーションとして県内の万金聖母聖殿のイメージキャラクター「迷路小瑪（ミィルーシャオマー）」（正式には東方の三博士マギ（瑪姬）、2013年11月）や、桜えびのキャラクター「絢櫻（シェンイン）」（2014年4月）などを生み出していたイラストレーターのSimon率いるクリエイター集団が捷運公司との合作として、従業員役の設定でオリジナルキャラクターを啓発ポスターや看板、イベント告知で起用するなどの企業活動の範囲内でこうした活動に一貫起用することを提案。そしてSimonは捷運公司向けに捷運への話題性、注目度、特にFBでの関心度の向上を日本風のアニメーションを用いることで実現しようとした。
Simonは後日、「こうした大型組織との共同進行や大がかりなストーリー展開は過去のプロジェクトでもなかった」と語っている。
10月16日に両者の会談により、Simonらは台湾pixivの絵師「初夏」「漢揚」がデザインした「小穹」を駅員キャラクターとして起用することを決定し、身長、体重などのキャラクター設定などが約1ヶ月で詰められていった。
当初は典型的な萌え擬人化のイラストではなかった。絵師である初夏の過去作品にロリコン志向のキャラクターが多く、「小穹」の草稿も胸部を強調したものではなかった。
その後捷運公司に再提出された草稿では胸を強調し、スカートの丈もさらに短くなっていた。当初は「小穹」の腕章ですら重要な要素だと考えていなかった捷運公司に対し、Simonはアニメファンを引きつけるには、アニメキャラクターの要素として小道具やトレードマーク、体型にも気を配り、作り込むことが必要と説き、公司側も受け入れたという。
捷運公司は両イラストレーターに対し、11月15日開催の2014年高雄駁二動漫祭に合わせた広報ポスターを依頼したが、準備期間が短かったものの、間に合わなかった場合の保険としてSimonの過去作品を代用する案を使うこともなく完成に漕ぎ着けた。
動漫祭に参画するというニュースは瞬く間に世間に広まった。台湾蘋果日報と東森新聞台の報道をきっかけにネットに波及し、「高捷少女」は拡散していく。
高雄駁二動漫祭会場最寄りの塩埕埔駅では来場者をターゲットに「小穹」の等身大パネルが飾られた。同駅では通常の1日平均乗車数が約2,500人程度で、パネル設置により倍増すると見込んでいたが、最終的には4倍超の11,000人に増加した。捷運公司がパネル設置を各駅や車内で告知後、ネット上でその分野のファンと結びつくことで多数の反響があり、この話題で持ち切りであった。11月20日には高捷少女公式FBを開設、11月27日には20,000人以上のフォロワー数を記録し、台湾内のマス・メディアが報道するきっかけとなった。Simonら屏科大のサークルメンバーは12月に希萌創意を設立。法人化により大規模なコラボレーションに対応した。

### その後の発展
こうして動漫祭用の企画だったはずの高捷少女は、その後もファン・ミーティングが開催されるなど更なる発展への足がかりを築いた。
また同月の台北捷運公司・東京メトロとの共同プロモーション『好好Metro』を展開したときの特設サイト (haohaometro.jp) では高雄捷運を代表するイメージキャラクターとして紹介され、日本でもネットメディアを中心に大きな反響を呼ぶことになった。
また小穹以外のキャラクターを増やす段階で即座にオンラインアンケートを行ったことで、「日本にはない意思決定の早さ」と評されたり、ITmediaは台湾を「萌えの先進国」と称した。
台湾のネット上でも、「元々景勝地の多い南部は特に萌え擬人化による町興し（萌えおこし）が盛んで、Simonの代表作の迷路小瑪、空気少女、絢櫻そして高捷少女で台湾南部に『4巨頭』が揃った」と評されるほどの反響で、国内での確固たる地位を不動のものにしたといえる。
そして単発企画だった高捷少女は、高雄捷運公司が主導し希萌創意が製作実務を行う共同プロジェクト『前進吧！高捷少女！』として再出発することになる。
プロジェクトのメインテーマは「高雄捷運に勤める少女たちと行き交う乗客がつくりだす日常物語」で、キャラクター設定は全て高雄捷運の従業員となった。
早くも1週間後には第2のイメージキャラクターの登場が予告され、29日に女性運転士「艾米莉亞」の等身大パネルが凱旋駅に設置された。12月5日 - 12月19日にかけて、駅から近い凱旋国際観光夜市とタイアップし、「小穹」「艾米莉亞」のコスプレ姿をFBに投稿すれば夜市での特典を受けられるという企画を行った。

#### 2015年
翌2015年、台北市花博公園争艶館での同人イベント「第25回開拓動漫祭」で、Simonが創力公司との合作で共同設置したブースでは自身の作品である「絢櫻」、「迷路小瑪」、「小穹」、「艾米利亞」を音声合成ソフトウェア「UTAU」の台湾版「夏語遙 (シーユーヤオ)」でセリフを喋らせる企画が話題を攫った。また初めてとなるグッズ展開として、イラスト集、ストラップ、ICカード用ステッカーなど高捷少女の関連商品も販売された。
2月11日、高雄捷運公司は自社FB上で第3のイメージキャラクターの半身のみ公開した。2月14日、告知活動終了時に捷運公司は絵師小啾による「婕兒」を発表した。
6月5日、高捷少女公式FBで、小説家唖鳴によるライトノベル化が発表され、共著者に「陽炎」、イラストレーターに「Kaworu」を起用した《前進吧！！高捷少女 日常》が尖端出版より刊行、同年8月6日に台北市で開催された漫画博覧会で初回の発売を迎えた。
2015年7月からは各種グッズを発売、7月23日には公式FB上では新たなイメージキャラクター登場を予告、25・28・30日と続けて詳細なキャラクター設定などが小出しに発表された。7月31日、美麗島駅で開催された「2015夏恋高捷動漫季」で絵師Rivによる第4のイメージキャラクター「耐耐」登場となった。同時に「高捷少女痛列車」の運行ならびに日本でのソフトウェア展開でGA文庫出版やソニーグループ（So-net）と積極的に提携していくことが発表された。
8月2日、公式FBで「小穹」のキャラクターソング「下一站．與你」PVの試聴版が、8月6日には完成版が公開された。
8月12日、GA文庫は高捷少女ライトノベルの日本語版の執筆に台湾出身の作家三木なずなを、イラストレーターに「初夏」を起用し、同年9月に連載を開始すると発表。
12月、ソーシャルゲーム「クイズRPG 魔法使いと黒猫のウィズ」とコラボし、台湾版でのキャラクターとして登用された。クイズ形式で高雄の名所案内を体験できるもので、高捷少女のほかに陳菊高雄市長のデフォルメ・キャラクターである「花媽」も登場していた。

#### 2016年
前年11月20日に公式FBで展開を宣言していた希萌創意とゲーム開発業者「NarratoR」の合作PC用ゲームソフト「《前進吧！！高捷少女 Initiating Station》」が1月30日から2日間開催の台北ファンシー・フロンティア(FF27)で発売された。
4月7日には作家に「陽炎」・「甜咖啡」のペア、絵師にRivを起用して、ライトノベルの続編《前進吧！！高捷少女 音躍》(尖端出版刊行)を発売。
5月19日、冒頭既述のとおりGA文庫がオンラインでの日本語版ライトノベル連載を開始した。
6月20日、TADD(台湾酒駕防性社会関懐協会,中文：臺灣酒駕防制社會關懷協會)主催の「2016全国飲酒運転撲滅」イメージキャラクターに台北市長の柯文哲とともに選出された。それぞれ非売品のIC乗車カードが特典だったが、この活動に賛同、一定額の寄附を行った者に対して進呈されるものであった。
7月1日から2ヶ月間行われた東京メトロとの2度目の共同キャンペーンでの記念品にも採用された。
11月から翌2月末まで美麗島駅コンコースに高捷少年を含む高捷少女キャラクターの特設コーナーが設置された。
同年末、Simon Creative名義で東京でのコミックマーケット91に初参加を果たした。

#### 2017年
- 2月2日、尖端出版から中文版ライトノベル第3弾の《前進吧！！高捷少女 禮贈》を刊行。作者に桐真、青次方、絵師にSIBYLを起用。
- 2月5日、婕兒公式PVをリリース。
- 2月23日、目覚ましアプリをAndroidでリリース[83]。（下記作品リスト参照）
- 4月25日、京王電鉄との相互送客キャンペーンが開始、訪台旅行者の記念品に採用された[84]。
- 6月8日、京福電気鉄道との観光連携協定を締結を記念し、嵐電でラッピング列車が運行されることになった[85]。
- 6月15日、GA文庫から日本語版ライトノベルの単行本が刊行[86]。

この他、台湾政府（行政院国家発展委員会）の請願サイトで地域振興策として全県市に高捷少女同様の公式キャラクターを広めようとする動きがあるが、萌えキャラ=美少女という固定されたイメージが広がるとして女性団体などからは反論もみられる。

#### 2018年
- 1月末、耐耐の公式キャラクターソングが発表され、諸事情でYoutube上での再生が不可となっていた婕兒のRechargeの再公開とともに「高捷少女角色形象歌曲 Station.2」としてレーベルの艾耳、高捷公司、希萌創意それぞれのチャンネルにPVがアップされた[89]。
- 2月、ARゲームアプリ「高捷戀旅2」をリリース[90]
- 4月、日本語版ライトノベルの中文訳版が尖端出版より刊行[91]。
- 10月から12月にかけて2期生ユニットが始動し、2018年内に小祈と飛兒の2人が登場した。

#### 2019年
- 2月に安琪、4月に小夕が発表され2期生が4人出揃った。小夕デビューと同時に、台湾（新北市）および香港での「HATSUNE MIKU EXPO 2019 in Taiwan & Hong Kong」開催（5-6月）を控えたクリプトン・フューチャー・メディアとコラボレーション。通常は高捷少女の各キャラクターが担当している捷運各駅や車内のマナー啓発ポスターに初音ミクや鏡音レン、鏡音リン、巡音ルカらが起用された。ミクらボカロキャラが高雄捷運の制服姿で駅や車内に掲示されたほか、各駅にキャラクターを紹介する等身大のパネルが設置された[92][93][94]。
- 10月、日本のワンダープラネット社とコラボレーションにより、モバイルゲーム「クラッシュフィーバー」台湾・香港・マカオ版の限定アイテムに起用された[95]。

#### 2020年
3月27日、PCゲーム「前進吧！高捷少女Initiating Station」のmacOSにも対応したダウンロード版がSteamで販売を開始した。
11月、市政府の交通安全キャンペーンに伴い広告で新市長陳其邁と共演したほか、年末年始には、かねてよりイメージキャラクターを務めていたTADDとのコラボレーションで飲酒運転防止公益広告が台北捷運の車内でも展開された。

#### 2022年
1月、春節に合わせてソーシャルゲーム「にゃんこ大戦争（貓咪大戰爭）」とコラボし、ゲームキャラとして登場することになった。

#### その他

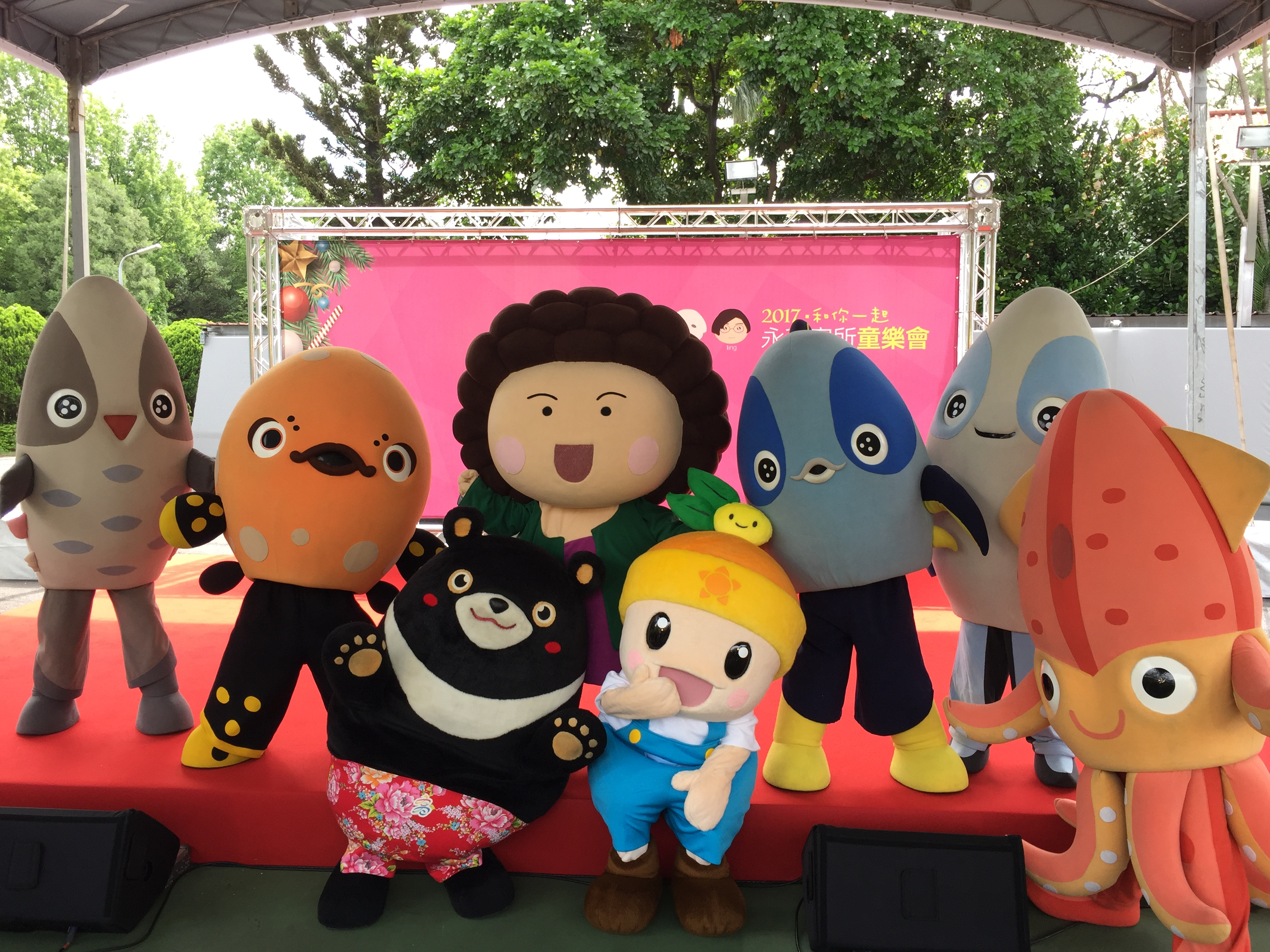
高雄市のマスコット高雄熊（前列中央左）と高通通（前列中央右）

捷運公司が展開している一卡通（IC乗車カード）の発行母体である一卡通公司も2015年5月に希萌創意による公式イメージキャラクターを起用したプロジェクト「魔法少女iPASS」を開始している。
高捷少女のキャラクターがデザインされた特製一卡通が2015年8月に本拠地高雄以外に台北でも販売されることとなり限定6,000枚が割り当てられたが、南部からもファンが大挙し2時間で完売した。
偶然同時期に台北で主流の悠遊卡にも波多野結衣の限定版を販売、売上を慈善団体に寄付する企画があった。しかし市議会で問題視され一時は発売が危ぶまれるという騒動に発展。（結局販売中止は撤回され、こちらも4時間ほどで限定1万5,000セットが完売している。）
このような事態をメディアやネットは「北波多野南小芎」、「三次元vs二次元」と表した
。
日本でも「東京(関東)対大阪(関西)」などの地域比較論や対立の構図が取り上げられることはよくあるが、台湾も同様に「台北(北部)対高雄(南部)」は安牌なテーマであり、ジャンル、媒体を問わず活発である。そして今回もご多分に漏れず「台北捷運/悠遊卡 vs 高雄捷運/一卡通」の南北代理戦争コンテンツとして消費されることとなった。
他のマスコットを差し置いて事実上高雄市の顔ともいえるまで認知度を高めたため、高雄市政府は市と友好関係にある熊本県・熊本市との交流の一環でくまモンとコラボレーションした2016年版カレンダーを製作している。（先述の捷運公司の初代HAPPY、2代目のU!Fuの他、市政府部門のマスコットとして観光局の高雄熊（ガオションション）、農業局の高通通（ガオトントン）も活動中。）
小穹の作画を担当した絵師初夏もこのプロジェクトでさらに知名度を上げ、2016年中華民国総統選挙にあたり、蔡英文陣営の広報用映像で2次元キャラクター作画担当ユニットの1人に抜擢されている。

##### 騒動
2019年7月、市長韓国瑜は街宣活動中に立ち寄った飲食店で遭遇した小穹の着ぐるみに対し、一旦抱擁したあとに3度頭突きを行った。
着ぐるみを製作している企業からは、着ぐるみが破損するだけではなく、過去に脳震盪を起こした事例を挙げて中の人が負傷する恐れがあると抗議を受けた。韓は「熱意を表現したにすぎない」旨の釈明をしている。

#### 捷運公司の反応
高雄捷運公司は、高捷少女プロジェクトが台湾国内の鉄道事業者として初めて、漫画絵やアニメ絵による（人々への）訴求と萌えキャラ商法が結びついたものとしている。
捷運公司公共事務処経理（事務部門長）である胡怡萍は「こうしたイメージキャラクター起用を通じて、高雄捷運のイメージ向上に役立てれば」と語った。
別の部門長である石耀誠は「高雄捷運は萌え系キャラクターを通じて乗客に対する飲食厳禁などの注意・禁止事項を浸透させたり、イメージキャラクターの設定をより啓発に向いたものにしていくことでこうした（啓発広告などの）製作物を活性化させたり、捷運駅の雰囲気をよくしていきたいと考えている。」と語っている。
また公共事務処長の賀新は、「こうしたイメージキャラクターは文字だけの味気ない警告文よりも乗客の注意を惹きつけやすい。」と語っている。（敬称略）
そして動漫祭の企画を成功裏に終えた捷運公司は自社プレスリリースでこう締めくくった。
| 「            | 『高雄捷運は事業の負債を食い止めるべく各方面で努力をしていく。便利で安全な交通機関というだけでなく、外部のクリエイター業界の支持を得て、不断の創造で乗客を楽しませることで、捷運が単に捷運で終わるのではなく、文化的価値を人々へ伝えていくこともできると信じている。』 (原文：高雄捷運努力在各方面展現轉虧為盈的企圖心，不僅提供便利安全的交通服務，也不斷的創新、提升大眾搭乘的樂趣，更支持各項文創產業，讓捷運不僅是捷運，同時亦能傳遞原創文化的價值。) | 」 |
| —高雄捷運公司 | |    |

日本でもトミーテック主導の鉄道むすめ、京都市交通局の地下鉄に乗るっなどの類似のプロジェクトは台湾に先だって展開されているが、前者は根本的には玩具・模型メーカーによるグッズビジネスで、後者は乗客を主役にしており、このように鉄道事業者が自社の従業員をメインテーマに萌えキャラクターを生み出しメディアミックスを全面的に展開するケースは珍しいといえる。
同人イベントでの拡散が起爆剤となったからか、キャラクター・ソングを元にしたダンスや歌、演奏を披露するファンや、イラストの二次創作作品がネット上で多く見られるが、捷運公司側は概ね寛容な姿勢で、個性的なパブリックアートを多く抱える沿線駅構内をそうしたファン層の交流イベントの場として提供するなど、むしろ舞台装置として付加価値を高めるべく積極的に連動を試みている面もある。

### ラッピング列車
- 2015年8月からは、橘線で車内全面にキャラクターをあしらったラッピング列車が運行された[115]（同年11月1日まで）。
- 2017年6月からは、日本の嵐電でラッピング列車が運行されている。
- 同年7月から高雄LRTでもラッピング列車が運行された[116]。
- 2019年6月29日より捷運紅線で上記クリプトン・フューチャー・メディアとのコラボレーションによる『（2期生を含む）高捷少女×初音ミク/巡音ルカ/鏡音リン・レン』ラッピング列車の運行を開始した[117][118]。
- 2022年1月末、4月5日までの期間限定で高雄LRTに「高捷少女×にゃんこ大戦争」ラッピング列車運行が開始された[99]。

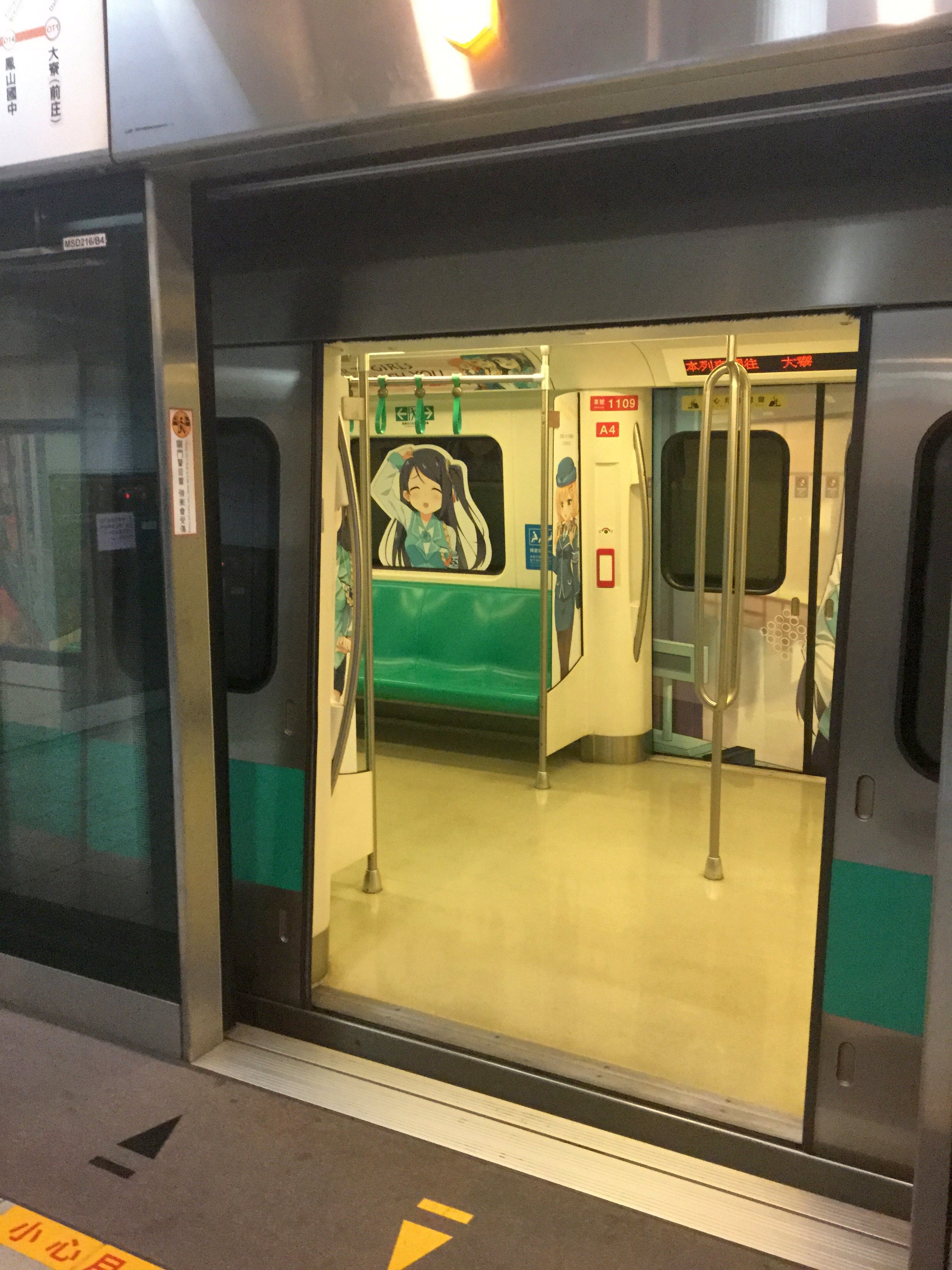
2015高捷少女痛電車
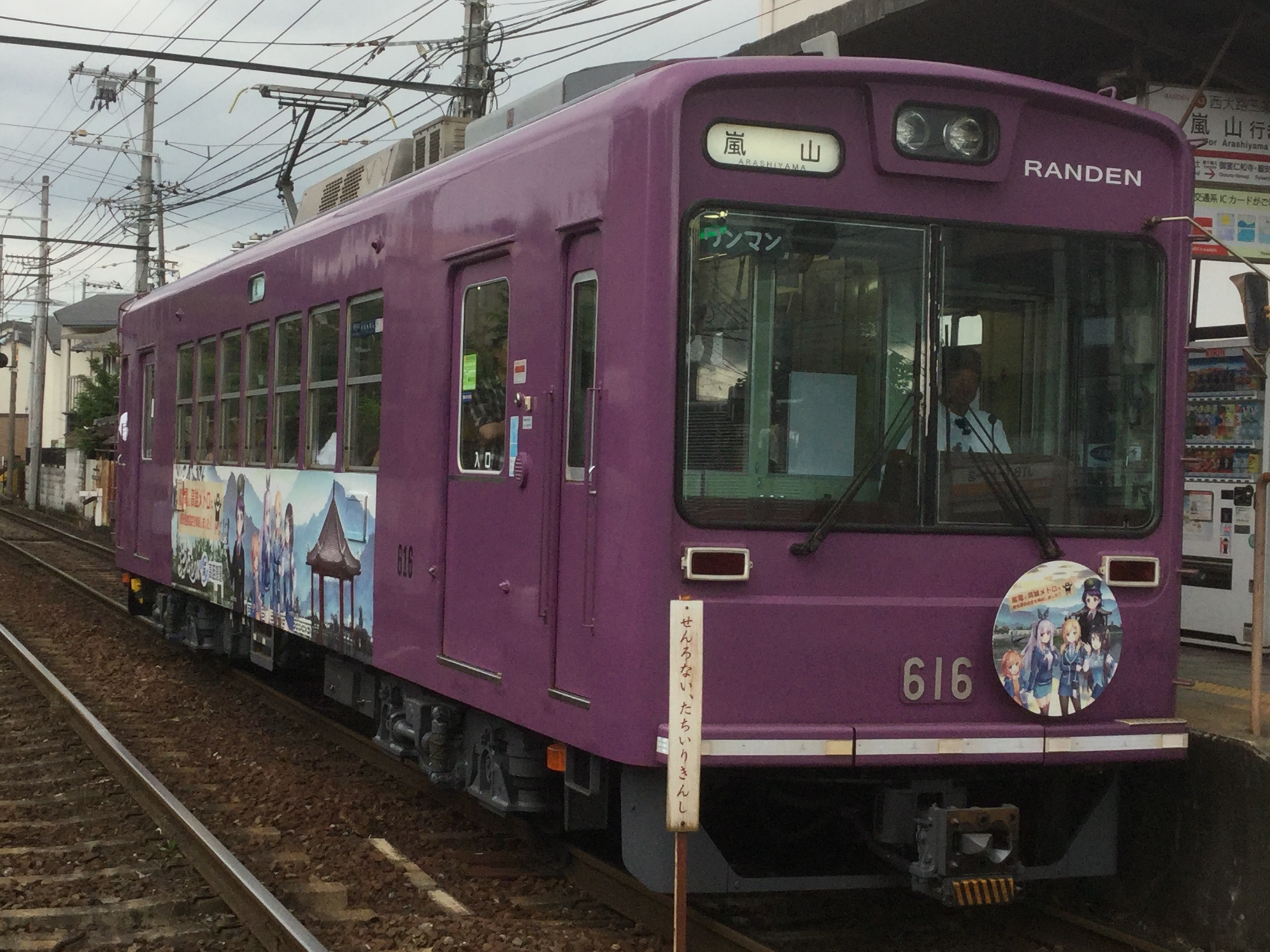
2017嵐電高捷少女ラッピング電車
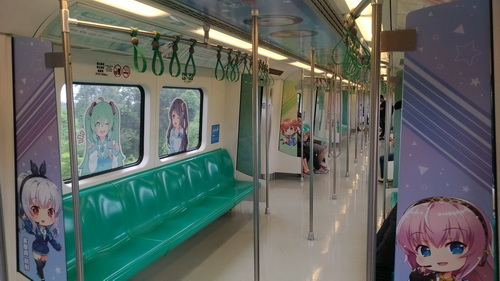
2019高捷少女×初音ミク仕様ラッピング電車

## メディアミックス作品
ライトノベル
- 「進め!たかめ少女高雄ソライロデイズ。」 - ガンガンONLINEで閲覧できる日本語版。キャラクター設定は台湾版とほぼ共通だが、ストーリー展開は日本独自のものとなっている[119]。
  - 単行本（ISBN 9784797384468）
- 「zh:前進吧！！高捷少女」 - 台湾で刊行されている中文版。
  - 前進吧！！高捷少女：日常（ISBN 9789571060811）
  - 前進吧！！高捷少女：音躍 (ISBN 9789571065267)
  - 前進吧！！高捷少女：禮贈（ISBN 9789571071589）
  - 前進吧！！高捷少女：初夢（D51（中国語版）著、尖端出版 2019年1月[120]、ISBN 9789571084367）
  - 前進吧！高捷少女 湛藍時光（上記『～ソライロデイズ』の中文版。ISBN 9789571080192）
- 「前進吧！！高捷少年 路程」（ISBN 9789571075525 文：雷雷夥伴、イラスト：麻先みち、尖端出版、2017年8月）

漫画
- 「前進吧！！高捷少年」（ISBN 9789571083506 魏思佳著、尖端出版　2018年10月）

音楽CD
- 「高捷少女キャラクターソング Station.1（中国語版）」 - 上記キャラクター欄の2曲が収録されている。

PCゲームソフト
- PC用「進め!高捷少女 Initiating Station （中国語版）」

スマートフォン・アプリ
- 「高捷恋旅（中国語版）(Kaohsiung Metro-Romance)」 - 高雄版ポケモンGOともいわれるARゲームアプリ[121][122][123]。後日同名のテーマソングも発売された。
  -  高捷戀旅2 - 日本語に対応し、舞台に日本のキャナルシティ博多が追加された。
- 「高捷少女艾米莉亞鬧鐘」（艾米莉亞のCVによる目覚ましアプリ。有料版は日本語音声にも対応している）[124]

他
- LINEクリエイターズスタンプ[125]（日台両国だけでなく、LINEが展開している地域全体）

### 註釈
1. ↑  なお、日本語車内放送での主要駅案内は「カオシュンメトロ」としている